# Копролалия
Копролали́я (лат. coprolalia; от др.-греч. κόπρος «кал, грязь» + λαλιά «речь») — болезненное, иногда непреодолимое импульсивное влечение к циничной и нецензурной брани безо всякого повода. Особой выраженности достигает при синдроме Туретта, однако наблюдается и при других заболеваниях — при шизофрении, прогрессивном параличе, реже — маниакальных состояниях. По разным данным, больные синдромом Туретта проявляют копролалию: 10 % случаев, от 4 до 60 %, от 30 до 50 %. По большинству источников — >30 % больных синдромом Туретта. Редко копролалия встречается при органическом поражении мозга после инсульта или энцефалита, а также при неврологических заболеваниях, хореонейроакантоцитозе (синдроме Левина — Критчли) и синдроме Лёша — Нихена. Встречается в виде редкого осложнения длительного приёма нейролептиков («симптом психотической брани»), при этом копролалия сочетается с пароксизмальным миганием глаз, гримасами и нарушением артикуляции.
Если больные тяготятся копролалией и пытаются ей противостоять, она считается навязчивой. Копролалия указывает на снижение функционирования личности, неспособность контролировать агрессивность и эмоции.
Близкими к копролалии понятиями являются «копропраксия» — импульсивное влечение к запретной или непристойной жестикуляции, и «копрография» — влечение к написанию матерной ругани, у религиозных людей — «бласфемия» (навязчивое богохульство).

## Характеристики
Копролалия включает в себя слова и фразы, которые являются культурным табу или вообще непригодны для приемлемого социального использования, когда они используются вне контекста. Этот термин не используется для описания контекстуальной ругани. Он обычно выражается вне социального или эмоционального контекста и может быть произнесён более громким тоном или иной интонацией или высотой тона, чем обычный разговор. Это может быть одно слово или сложные фразы. Человек с копролалией может повторять слово мысленно, а не произносить его вслух; эти субвокализации могут быть очень неприятными.
Копролалия является эпизодической характеристикой синдрома Туретта, хотя она не требуется для диагностики синдрома Туретта. При синдроме Туретта компульсивная ругань может быть неконтролируемой и нежелательной для человека, произносящего фразы. Непроизвольные вспышки гнева, такие как расовые или этнические оскорбления в компании тех, кто больше всего обижен такими замечаниями, могут быть особенно неприятными. Фразы, произносимые человеком с копролалией, не обязательно отражают мысли или мнения этого человека.
Были описаны случаи, когда глухие пациенты с синдромом Туретта ругались на языке жестов, что показывает, что копролалия — это не просто следствие короткого и внезапного звукового паттерна множества ругательств.

## Общество и культура
Индустрия развлечений часто изображает людей с синдромом Туретта как социальных неудачников, чей единственный трюк — копролалия, которая способствует стигматизации и непониманию публикой людей с синдромом Туретта. Симптомы копролалии Туретта также являются предметом обозрения радио- и телевизионных ток-шоу.